# Eraniel
Eraniel es una ciudad y nagar Panchayat situada en el distrito de Kanyakumari en el estado de Tamil Nadu (India). Su población es de 10375 habitantes (2011). Se encuentra a 55 km de Thiruvananthapuram y a 73 km de Tirunelveli. 

## Demografía
Según el censo de 2011 la población de Eraniel era de 10375 habitantes, de los cuales 5164 eran hombres y 5211 eran mujeres. Eraniel tiene una tasa media de alfabetización del 92,88%, superior a la media estatal del 80,09%: la alfabetización masculina es del 94,92%, y la alfabetización femenina del 90,85%.